# 神泉乡
神泉乡，是中华人民共和国江西省萍乡市莲花县下辖的一个乡镇级行政单位。

## 行政区划
神泉乡下辖以下地区：
坪里村、棋盘山黎族村、谭坊村、湖田村、神泉村、大湾村、永坊村、周屋冲村、段家坊村、珊田村、上江村、模背村、竹湖村、五洲村和桃岭村。